# Rolf Ebert
Rolf Ebert (* 2. September 1926 in Lychen, Mark Brandenburg; † 2. April 2013 in Lindelbach, Gemeinde Randersacker bei Würzburg) war ein deutscher Physiker. Er wirkte als ordentlicher Professor für theoretische Physik von 1966 bis zu seiner Pensionierung 1994 an der Universität Würzburg.

## Leben und Beruf
Rolf Ebert hat von 1942 bis 1952 an der Universität Göttingen Physik studiert. Nach einem Auslandsstudium an der Universität Cambridge in England (1952) hat er 1954 bei Carl Friedrich von Weizsäcker auf dem Gebiet der Theoretischen Astrophysik promoviert und arbeitete dort von 1954 bis 1957 als wissenschaftlicher Assistent am Max-Planck-Institut für Physik. Er erhielt für die Jahre 1957 bis 1958 ein Fulbright-Stipendium für die Universität Princeton, USA.
Gemeinsam mit S. v. Hörner erhielt er den Preis der Gesellschaft Deutscher Naturforscher und Ärzte für die Schrift: Die Entstehung von Sternen durch Kondensation diffuser Materie (1960). Er war wissenschaftlicher Assistent an der Universität Hamburg bei Carl Friedrich von Weizsäcker (1960 bis 1963) sowie der Universität Frankfurt am Main (1963 bis 1966). Er habilitierte 1965 in Theoretischer Physik an der Universität Frankfurt.
1966 wurde er an die Universität Würzburg als ordentlicher Professor der Theoretischen Physik berufen und baute dort eine international anerkannte Arbeitsgruppe zur Theoretischen Astrophysik auf. Forschungsaufenthalte führten ihn an Universitäten in den USA, in Australien und Japan.

### Arbeitsgebiete
Seine Arbeitsgebiete waren im weitesten Sinne die Theoretische Astrophysik (so zur Stern- sowie Planetenentstehung; RaumZeitstruktur; Allgemeine Relativitätstheorie; Kosmologie, Neutronen- und Hyperonensterne), aber auch zur  Theorie der Kernspaltung sowie zur Thermodynamik.
Arbeiten in Kooperation entstanden insbesondere 
- zum Teilchenhorizont in Friedmann Universen (mit Manfred Trümper),
- zum Verhalten von differentiell rotierenden gravitierenden Gaswolken (mit F. Schmitz),
- zum Carnot-Zyklus in der allgemeinen Relativitätstheorie (mit Rüdiger Göbel),
- zu den Eigenschaften der Neutronensterne (ein halbes Jahr vor deren Entdeckung 1967), zu Hyperonen-Stern Materie, zum Weyl Problem[2] und den Eigenschaften perfekter Quantengase (mit Eberhard Hilf),
- zur Theorie der Atomkernspaltung (mit R. W. Hasse).

Ebert hat bis zuletzt aktiv an einem der wesentlichen Probleme der modernen theoretischen Physik gearbeitet, der Raum-Zeit-Struktur in der Quantenfeldtheorie.
Er war mit Jorinde Ebert (geb. Cramer) verheiratet und hat zwei Kinder: Anselm Ebert (* 1975) und Tara Patzelt (* 1977).

### Einige Wissenschaftliche Mitarbeiter und Schüler
Reinhard Breuer, Mounib El Eid (American University Beirut, Libanon), Werner Dietz, Rüdiger Göbel (Universität Duisburg-Essen), Harald von Groote; Eberhard Hilf, Rainer W. Hasse (1967–1969), Klaus Köbke, Roland Rüdiger und Friedrich Schmitz.

### Schriften (Auswahl)
Ebert hat etwa 150 wissenschaftliche Arbeiten sowie Buchbesprechungen publiziert.
1. Rolf Ebert: Impressions of the IAU-Symposium 200.  in: H.Zinnecker and R. Mathieu: IAU Symposium 200. 2001. bibcode:2001IAUS..200..573E
2. Rolf Ebert: The production of turbulence by gravitational instabilities in self-gravitating differentially rotating disks.  Astronomy and Astrophysics, Band 286, S. 997–1005, 1994. bibcode:1994A&A...286..997E
3. Rolf Ebert, M. Trümper: Particle horizons and time dependence of red-shifts in Friedmann universes. in: P. G. Bergman, E.~J. Fenyves, L. Motz: Seventh Texas Symposium on Relativistic Astrophysics.  Annals of the New York Academy of Sciences. 1975 Band 262. bibcode:1975NYASA.262..470E
4. Rolf Ebert: Ein magnetohydrodynamisches Modell der Entstehung von Planetensystemen. Mitteilungen der Astronomischen Gesellschaft, 1975, Band 36, S. 115. bibcode:1975MitAG..36..115E
5. S. von Hörner, G. R. Burbidge, F-D. Kahn, R. Ebert, S. Temesvary: Die Entstehung von Sternen durch Kondensation diffuser Materie.  Springer-Verlag, 1959. bibcode:1959evsd.book.....V